# Keratoisis microspiculata
Keratoisis microspiculata is een zachte koraalsoort uit de familie Isididae. De koraalsoort komt uit het geslacht Keratoisis. Keratoisis microspiculata werd in 1929 voor het eerst wetenschappelijk beschreven door Molander. 